# Αlpha Tour
Alpha Tour (estilizado como αlpha Tour) fue la tercera gira de conciertos de la cantante española Aitana, en apoyo a su tercer álbum de estudio, Alpha. La gira comenzó el 1 de octubre de 2023, en Valencia, España y visitó 8 países con 33 conciertos repartidos entre ellos.La gira finalizó el 4 de agosto de 2024, en Vigo, España. 

## Antecedentes
Aitana, reveló inicialmente la etapa latinoamericana de la gira con 9 conciertos a través de un video sus redes sociales, compartiendo las coordenadas de las ciudades y dando inicio al capítulo "αlpha Goes Global". El 13 de junio anunció la gira española con otro video en Instagram, llevando el lema "αlpha no es solo un tour". El mismo dia carteles con el logo de "αlpha" y un código QR aparecieron en las calles de las ciudades donde la artista se presentó con el tour. Ese mismo código QR dirigía a una página con las fechas de los conciertos. Dos días más tarde, la artista publicó a través de Instagram las primeras fechas del tour en España. El 21 de junio, se añadieron segundas fechas en Madrid y Barcelona debido a la alta demanda. El 18 de julio, anunció una tercera y última fecha en Madrid. A través de TikTok y Twitter, el 19 de julio, la cantante anunció el dresscode para la primera etapa de la gira. El 5 de diciembre, durante el concierto en Madrid anunció el que sería el último concierto de la gira, en el Estadio Santiago Bernabéu.
En 2024, el 21 de marzo, anunció lo que será la gira de festivales, bajo el nombre "αlpha Tour 2024” donde se presentó en festivales de México, España y Portugal. El 14 de mayo, anunció a través de Instagram una segunda fecha en el Bernabéu debido a la alta demanda.El 13 de septiembre, debido a las denuncias y quejas vecinales por el ruido ocasionado por los conciertos en el Bernabéu, todos los conciertos en el estadio fueron repogramados hasta marzo de 2025, siendo los de Aitana el 27 y 28 de junio de 2025.
En 2025, durante la emisión de su documental Metamorfosis trató la imposibilidad de "alargar la era hasta 2025". El 2 de febrero durante una entrevista para Los40, habló sobre sus conciertos en el Bernabéu, describiéndolos como "un recopilatorio de todo lo que hemos vivido". El 17 de marzo, se anunció la Metamorfosis Season, la próxima gira de conciertos de Aitana, donde incluyeron los conciertos del 27 y 28 de junio en el Bernabéu.

## Rendimiento comercial

### Venta de entradas
En 2023, al agotar todas las entradas de sus 10 conciertos en España, permitió que más de 140.000 espectadores disfrutaran de la etapa española del tour. En Ciudad de México, más de 9.000 asistentes la arroparon en el Auditorio Nacional. En Bogotá, congregó a más de 6.000 personas en su primer concierto en el país colombiano. En Perú, Aitana deslumbró en su primera vez en Lima, ante cerca de 4.000 presentes. Un Movistar Arena con más de 10.000 asistentes la recibió en su concierto en Buenos Aires, Argentina. El último concierto de la gira en 2023, en Montevideo, Uruguay, atrajo a más de 3.500 testigos al Antel Arena.
En 2024, los 17 conciertos  celebrados en festivales de México, Portugal y España, atrajeron a más de 450.000 espectadores.

### Logros
| Fecha                  | País   | Recinto                            | Descripción                                                           |
| ---------------------- | ------ | ---------------------------------- | --------------------------------------------------------------------- |
| 1 de octubre de 2023   | España | Ciudad de las Artes y las Ciencias | Logra agotar todas las entradas disponibles en el recinto.            |
| 7 de octubre de 2023   | España | Auditorio Municipal de Málaga      | Logra agotar todas las entradas disponibles en el recinto.            |
| 12 de octubre de 2023  | España | Palau Sant Jordi                   | Logra agotar todas las entradas disponibles en el recinto.            |
| 13 de octubre de 2023  | España | Palau Sant Jordi                   | Logra agotar todas las entradas disponibles en el recinto.            |
| 20 de octubre de 2023  | España | Gran Canaria Arena                 | Logra agotar todas las entradas disponibles en el recinto.            |
| 28 de octubre de 2023  | España | Estadio de La Cartuja              | Logra agotar todas las entradas disponibles en el recinto.            |
| 1 de noviembre de 2023 | España | Bizkaia Arena                      | Logra agotar todas las entradas disponibles en el recinto.            |
| 6 de noviembre de 2023 | España | Wizink Center                      | Logra agotar todas las entradas disponibles en el recinto.            |
| 7 de noviembre de 2023 | España | Wizink Center                      | Logra agotar todas las entradas disponibles en el recinto.            |
| 5 de diciembre de 2023 | España | Wizink Center                      | Logra agotar todas las entradas disponibles en el recinto.            |
| 3 de agosto de 2024    | España | Parque de Castrelos                | Logra la mayor audiencia de su carrera, con más de 90.000 asistentes. |

## Repertorio

### αlpha Tour 2023
El repertorio de «αlpha Tour 2023» se dio a conocer oficialmente en el concierto que se celebró en la Ciudad de las Artes y las Ciencias en Valencia el 1 de octubre.
1. «Alpha09» (Intro)
2. «Los Ángeles»
3. «2 Extraños»
4. «Berlín»
5. «Dararí»
6. «AQYNE»
7. «En el coche»
8. «= (Igual)»
9. «No te has ido y ya te extraño»
10. «Luna»
11. «+ (Más)»
12. «Tu foto del DNI»
13. «Mon Amour (Remix)»
14. «miamor»
15. «24 Rosas» (con interludio «The Children»)
16. «Ella bailaba»
17. «Quieres»
18. «Mariposas» (intro con «Freed from Desire»)
19. «Con la miel en los labios»
20. «The Killers»
21. «Pensando en ti» (con interludio de «Sweet Dreams (Are Made of This)» y «Flying Free»)
22. «Otra noche sin ti»
23. «Vas a quedarte»
24. «Las Babys»
25. «Formentera»

### αlpha Tour 2024 (México)
El repertorio de «αlpha Tour 2024 (México)» se dio a conocer oficialmente en el concierto que se celebró en el festival Tecate Pa'l Norte en Monterrey (México) el 29 de marzo.
1. «Alpha09» (Intro)
2. «Los Ángeles»
3. «2 Extraños»
4. «AQYNE»
5. «En el coche»
6. «+ (Más)»
7. «= (Igual)»
8. «No te has ido y ya te extraño»
9. «Mon Amour (Remix)»
10. «miamor»
11. «24 Rosas» (con interludio «The Children»)
12. «Mariposas» (intro con «Freed from Desire»)
13. «Pensando en ti» (con interludio de «Sweet Dreams (Are Made of This)» y «Flying Free»)
14. «Vas a quedarte»
15. «Formentera»
16. «Las Babys»

### αlpha Tour 2024
El repertorio de «αlpha Tour 2024» se dio a conocer oficialmente en el concierto que se celebró en el festival PortAmérica en Pontevedra (España) el 5 de julio.
1. «Alpha09» (Intro)
2. «Los Ángeles»
3. «2 Extraños»
4. «Berlín»
5. «Dararí»
6. «AQYNE»
7. «En el coche (Remix)»
8. «= (Igual)»
9. «No te has ido y ya te extraño»
10. «+ (Más)
11. «Tu Foto Del DNI»
12. «4TO 23»
13. «Mon Amour (Remix)»
14. «miamor»
15. «24 Rosas» (con interludio «The Children»)
16. «Hermosa Casualidad»
17. «Quieres»
18. «Mariposas» (intro con «Freed from Desire»)
19. «Vas a quedarte»
20. «Pensando en ti» (con interludio de «Sweet Dreams (Are Made of This)» y «Flying Free»)
21. «Akureyri»
22. «Las Babys»
23. «Formentera»

### Invitados especiales
- El 24 de noviembre de 2023 durante el show en Ciudad de México, Aitana interpretó «AQYNE» con Danna Paola.
- El 18 de diciembre de 2023 durante el show en Buenos Aires, Aitana interpretó «Con La Miel En Los Labios» con Joaquina.
- El 18 de mayo de 2024 durante el show en el Festival de Tecate Emblema, en Ciudad de México, Aitana interpretó «Formentera» con Nicki Nicole por primera vez desde su lanzamiento.
- El 15 de junio de 2024 durante el show en el Mallorca Live Festival, Aitana interpretó «Hermosa Casualidad» con Sen Senra por primera vez desde su lanzamiento.
- El 28 de junio de 2024 durante el show en el Bigsound Festival, en Valencia, Aitana interpretó «+(Más)» con Cali & el Dandee.
- El 1 de agosto de 2024 durante el show en el Arenal Sound, en Burriana,Aitana interpretó «+(Más)» con Cali & el Dandee.

## Fechas
| Fecha                   | Ciudad                     | País                   | Recinto                            | Teloneros              |
| αlpha Tour España 2023  | αlpha Tour España 2023     | αlpha Tour España 2023 | αlpha Tour España 2023             | αlpha Tour España 2023 |
| ----------------------- | -------------------------- | ---------------------- | ---------------------------------- | ---------------------- |
| 1 de octubre de 2023    | Valencia                   | España                 | Ciudad de las Artes y las Ciencias | –                      |
| 7 de octubre de 2023    | Málaga                     | España                 | Auditorio Municipal de Málaga      | –                      |
| 12 de octubre de 2023   | Barcelona                  | España                 | Palau Sant Jordi                   | –                      |
| 13 de octubre de 2023   | Barcelona                  | España                 | Palau Sant Jordi                   | –                      |
| 20 de octubre de 2023   | Las Palmas de Gran Canaria | España                 | Gran Canaria Arena                 | –                      |
| 28 de octubre de 2023   | Sevilla                    | España                 | Estadio de La Cartuja              | –                      |
| 1 de noviembre de 2023  | Bilbao                     | España                 | Bizkaia Arena                      | –                      |
| 6 de noviembre de 2023  | Madrid                     | España                 | Wizink Center                      | –                      |
| 7 de noviembre de 2023  | Madrid                     | España                 | Wizink Center                      | –                      |
| αlpha Tour LATAM 2023   |                            |                        |                                    |                        |
| 24 de noviembre de 2023 | Ciudad de México           | México                 | Auditorio Nacional                 | –                      |
| 26 de noviembre de 2023 | Bogotá                     | Colombia               | Movistar Arena                     | –                      |
| 28 de noviembre de 2023 | Lima                       | Perú                   | Anfiteatro Parque de la Exposición | –                      |
| αlpha Tour España 2023  |                            |                        |                                    |                        |
| 5 de diciembre de 2023  | Madrid                     | España                 | Wizink Center                      | –                      |
| αlpha Tour LATAM 2023   |                            |                        |                                    |                        |
| 13 de diciembre de 2023 | Santiago                   | Chile                  | Movistar Arena                     | Soulfia                |
| 18 de diciembre de 2023 | Buenos Aires               | Argentina              | Movistar Arena                     | Clara Cava             |
| 20 de diciembre de 2023 | Montevideo                 | Uruguay                | Antel Arena                        | Agustina Giovio        |
| αlpha Tour 2024         |                            |                        |                                    |                        |
| 29 de marzo de 2024     | Monterrey                  | México                 | Parque Fundidora                   | –                      |
| 18 de mayo de 2024      | Ciudad de México           | México                 | Autódromo Hermanos Rodríguez       | –                      |
| 7 de junio de 2024      | Sevilla                    | España                 | Plaza de España                    | –                      |
| 9 de junio de 2024      | Barcelona                  | España                 | Parc del Fòrum                     | –                      |
| 15 de junio de 2024     | Mallorca                   | España                 | Antiguo Aquapark                   | –                      |
| 22 de junio de 2024     | Marbella                   | España                 | Auditorio La Cantera de Nagüeles   | –                      |
| 23 de junio de 2024     | Lisboa                     | Portugal               | Parque Tejo                        | –                      |
| 28 de junio de 2024     | Valencia                   | España                 | Ciudad de las Artes y las Ciencias | –                      |
| 5 de julio de 2024      | Pontevedra                 | España                 | Azucarera de Portas                | –                      |
| 12 de julio de 2024     | Chiclana de la Frontera    | España                 | Poblado de Sancti Petri            | –                      |
| 14 de julio de 2024     | Roquetas de Mar            | España                 | Estadio Municipal Antonio Peroles  | –                      |
| 19 de julio de 2024     | Santa Cruz de Tenerife     | España                 | Puerto de Santa Cruz de Tenerife   | –                      |
| 27 de julio de 2024     | La Coruña                  | España                 | Puerto de La Coruña                | –                      |
| 29 de julio de 2024     | Marbella                   | España                 | Auditorio La Cantera de Nagüeles   | –                      |
| 30 de julio de 2024     | Marbella                   | España                 | Auditorio La Cantera de Nagüeles   | –                      |
| 1 de agosto de 2024     | Burriana                   | España                 | Puerto de Burriana                 | –                      |
| 3 de agosto de 2024     | Vigo                       | España                 | Parque de Castrelos                | –                      |

## Conciertos cancelados y/o aplazados
| Fecha                   | Ciudad  | País      | Recinto                               | Motivo |
| ----------------------- | ------- | --------- | ------------------------------------- | --- |
| 30 de noviembre de 2023 | Quito   | Ecuador   | Casa de la Cultura Ecuatoriana        | Cancelado por problemas logísticos.                                                                                        |
| 15 de diciembre de 2023 | Córdoba | Argentina | Plaza de la Música                    | Cancelado por problemas logísticos.                                                                                        |
| 16 de diciembre de 2023 | Rosario | Argentina | Anfiteatro Municipal Humberto de Nito | Cancelado por problemas logísticos.                                                                                        |
| 28 de diciembre de 2024 | Madrid  | España    | Estadio Santiago Bernabéu             | Aplazado por reformas de insonorización del recinto, formando parte del siguiente tour de la artista, Metamorfosis Season. |
| 29 de diciembre de 2024 | Madrid  | España    | Estadio Santiago Bernabéu             | Aplazado por reformas de insonorización del recinto, formando parte del siguiente tour de la artista, Metamorfosis Season. |